# Mats Holmstrand
Mats Erik Johannes Holmstrand, född 1 februari 1936 i Kristinehamn, död 26 november 2023 i Kristinehamns distrikt, var en svensk dokumentärfotograf.

## Biografi

### Fotografisk gärning
Efter att 1954 ha praktiserat hos Harry Dittmer arbetade Holmstrand med ett stort antal dokumentära projekt. Bland annat publicerade tidskriften Foto 1956 en bildberättelse om kastanjeplockande pojkar och 1957 hans bilder från militärtjänstgöringen vid I3 och I2.. 
År 1957 gjorde han ett reportage om ungerska flyktingar på Loka Brunn. Under 1960- och 70-talen följde dokumentation av olika värmländska gruvor som stod i begrepp att läggas ned. På uppdrag av tidskriften Industria International gjorde han 1966 ett reportage från Långbans gruva, och 1980 skildrade han de sista gruvarbetarna i Persbergs gruva med bilder som ingår i Staffan Stolpes bok Jernberget i Persberg.
Holmstrands långvariga arbete i Örebro med dokumentation av syrianska flyktingar/invandrare inleddes med reportaget "Invandrad mat" i Vi 1979. Då besökte han tillsammans med Elly Jannes familjen Josef och Maria Barsom. Under den fortsatta dokumentationen av syrianernas liv i Örebro samarbetade han med Staffan Ekegren, vilket resulterade i böckerna Slutet på en resa Början på en resa (1986) och Den andra resan Femton år med de nya svenskarna (1994). Den tredje boken är Tager du detta land – syrianer i nöd och lust åren 1979–2009 av Staffan Ekegren och Lasse Persson. I den medverkar Holmstrand med svartvita bilder från de båda första böckerna. Serien om samma syrianska familjer kan liknas vid en följetong över 30 år. Även i Ekegrens bok Rid mot palatset! – Folksagor från Tur Abdin medverkar Holmstrand med syrianska bilder + omslagsfoto.
1988–1989 gjorde Holmstrand och Ekegren en resa bland synskadade och blinda i Örebro län på uppdrag av Synskadades Riksförbund, vilket resulterade i boken Himlen är färgen blå.
En bildsvit om värmländska konstnärer och musiker finns arkiverad på Värmlands museum i Karlstad. Han har även fotografier i Kristinehamns bildarkiv, Örebro läns museum,  ArkivCentrum Örebro län och Nordiska museet.
1993 erhöll Mats Holmstrand NUDOK:s diplom, som "delas ut till fotografer i Sverige, som med sina bilder skapat tidsdokument över människans villkor, i syfte att visa det som måste rättas till och det som vi bör sätta värde på.
Dokumentationen skall ha god teknisk kvalitet och visa på fotografens förtrogenhet med sitt ämne, samt respekt för de människor han berättar om, så att de blir medagerande snarare än föremål på bilden."

## TV-produktioner

### Stillbildsfilmer
- Häståkare om Gerhard och Ragnhild Johansson, Kristinehamn (1976). Producent Rolf Nordin. Ljud Christer Croneld.[16]
- En invandrad kyrka (1983) tillsammans med författaren Staffan Ekegren. Ingår i serien Motbild, producerad av Per-Arne Axelsson och Claes Gabrielson.
- Den varma blicken (1984) tillsammans med Lennart Engström (1928-2000), författare, TV-producent i Örebro.
- Ett stänk i ögat (2022) tillsammans med Erik Fasth, Kristinehamn.

## Utställningar
- Södra Råda Gamla kyrka 1955–2001 Södra Råda Kulturhus (2014)
- På flykt – ungerska flyktingar på Loka Brunn Värmlands museum (2015/2016) [17][4][18]
- 50 år sedan nedblåsningen av Svartå hytta Södra Råda Kulturhus (2016)[19]

## Annan dokumentation
- Intervju med hemsömmerskan Nanny Pettersson i Kristinehamn (1976) P1 Släktband 6 mars 2006.[20]
- Intervju med Kristinehamns-fotografen Märtha Leykauff-Andersson (1980) P1 Släktband.[21]
- Några människor och deras gruvor (2008) - en film om liv och arbete i Filipstads bergslag tillsammans med Staffan Jofjell[22]

## Stipendier
- 1960-talet Värmlands Museiförenings stipendium
- 1971 Kristinehamns kulturstipendium
- 1984 K W Gullers stipendium
- 1993 Nordiska Museets NUDOK-diplom